# Sandrine André
Sandrine André (Antwerpen, 22 februari 1973) is een Belgische actrice. Ze verwierf bekendheid door haar vaste rol in Wittekerke waarin ze Merel vertolkte. Sinds 15 oktober 2012 is André een vaste waarde in de soapserie Familie, waarbij ze definitief Anne Somers opvolgde als Veronique Van den Bossche. 
André heeft het acteren niet van vreemden geërfd want haar beide ouders en oom waren zowel in binnen- als buitenland bekende acteurs.

## Acteursfamilie
André haar vader Bert André speelde onder andere de buurman in familie Flodder, voor zowel de serie als de film. Hij overleed in mei 2008 aan leukemie.
Haar moeder Mieke Verheyden was te zien in meer dan tachtig films en series; waarvan de rol als Charlotte in de televisieserie Het Park uit 1993 tot 1995 het bekendste is. Haar moeder overleed in november 2011. 
Haar oom Bernard Verheyden was een van de bekendste acteurs van de oude garde met onder andere Chez Bompa Lawijt.

## Privé
André is getrouwd met acteur Hans Ligtvoet en ze zijn ongewenst kinderloos. In 2011 hebben ze samen de klassieker "Educating Rita" vertaald naar een Vlaams theaterstuk, getiteld "Het opvoeden van Rita".

## Filmografie

### Programma's
- In 2019, 2020 en 2024 nam ze deel aan Code van Coppens samen met Kurt Rogiers.

### Theater
- 2007: Cyrano de Bergerac (als Roxanne)
- 2011: Het opvoeden van Rita (als Rita)
- 2012: Moord op de Nijl (als Kay Ridgeway)

### Televisieseries
- 1991: Suite 215 (episode "Voor het personeel": als Lenie)
- 1993: Meester! (als Sandrientje)
- 1994: Kats & Co  (episode "Cognac": als Monique Albers)
- 1995–1996: Wat nu weer?!  (seizoen 1 & 2: als Catharina 'Kittie' van Kalken de Colines)
- 1995: Oog in oog (episode: "Maria zorgt voor U": als Maria)
- 1997: Heterdaad (episode: #2.1: als Sarah Verhoeven)
- 1998: Deman (episode "Wraak of gerechtigheid": als Sonja)
- 2000–2001: Flikken (5 afleveringen: als Caro)
- 2000–2006: Wittekerke (seizoen 8–13: als Merel De Meester)
- 2001: De middeleeuwen (miniserie: als prinsesje)
- 2001: Recht op Recht (episode W.I.L.: als Sarah Aerts)
- 2003/2005: Team Spirit (2 miniseries: als Inge)
- 2004/2009: Witse (3 afleveringen met verschillende rollen)
- 2004: Rupel (episode "Door de ogen van een ander": als Chantal)
- 2006/2007: F.C. De Kampioenen (2 afleveringen als Willeke)
- 2007–2008: Sara (telenovelle: als Britt Van Hove)
- 2008/2012: Aspe (3 afleveringen met verschillende rollen)
- 2009–2010: David (als Lotte Naessens)
- 2011–2012: Zone Stad (13 afleveringen als Inez Vermeulen)
- 2011: Rox (episode "Mona Lisa": als Belle Bardot)
- 2012: Danni Lowinski (episode "Een betrouwbare bank": als Eline Cuypers)
- 2012: Wolven (als Eva Verhaege)
- 2012–heden: Familie (als Veronique Van den Bossche)
- 2015: Vermist (episode "Lars": als Maureen)
- 2015: Amigo's (miniserie: als Machteld)

### Films
- 1976: De herberg in het misverstand (televisiefilm: als jongetje)
- 1979: De dode (kortfilm)
- 1996: Lisa (als barmeisje)
- 2000: Les mini-cakes: qui a bu boira(kortfilm)
- 2003: Team Spirit 2
- 2008: Blinker en de Blixvaten (als Anna Barbera)
- 2008: Happy Together
- 2010: Wolf (als Eva Verhaege)
- 2010: Tabu (kortfilm: als Barbara)
- 2018: Bastaard

## Nominatie en erkenning
In 2008 was zij een van de genomineerden voor een Vlaamse Televisiester in de categorie Beste Acteur/Actrice. Deze nominatie had ze te danken aan haar rol als Britt in de telenovelle Sara.